# Francesco Boschi

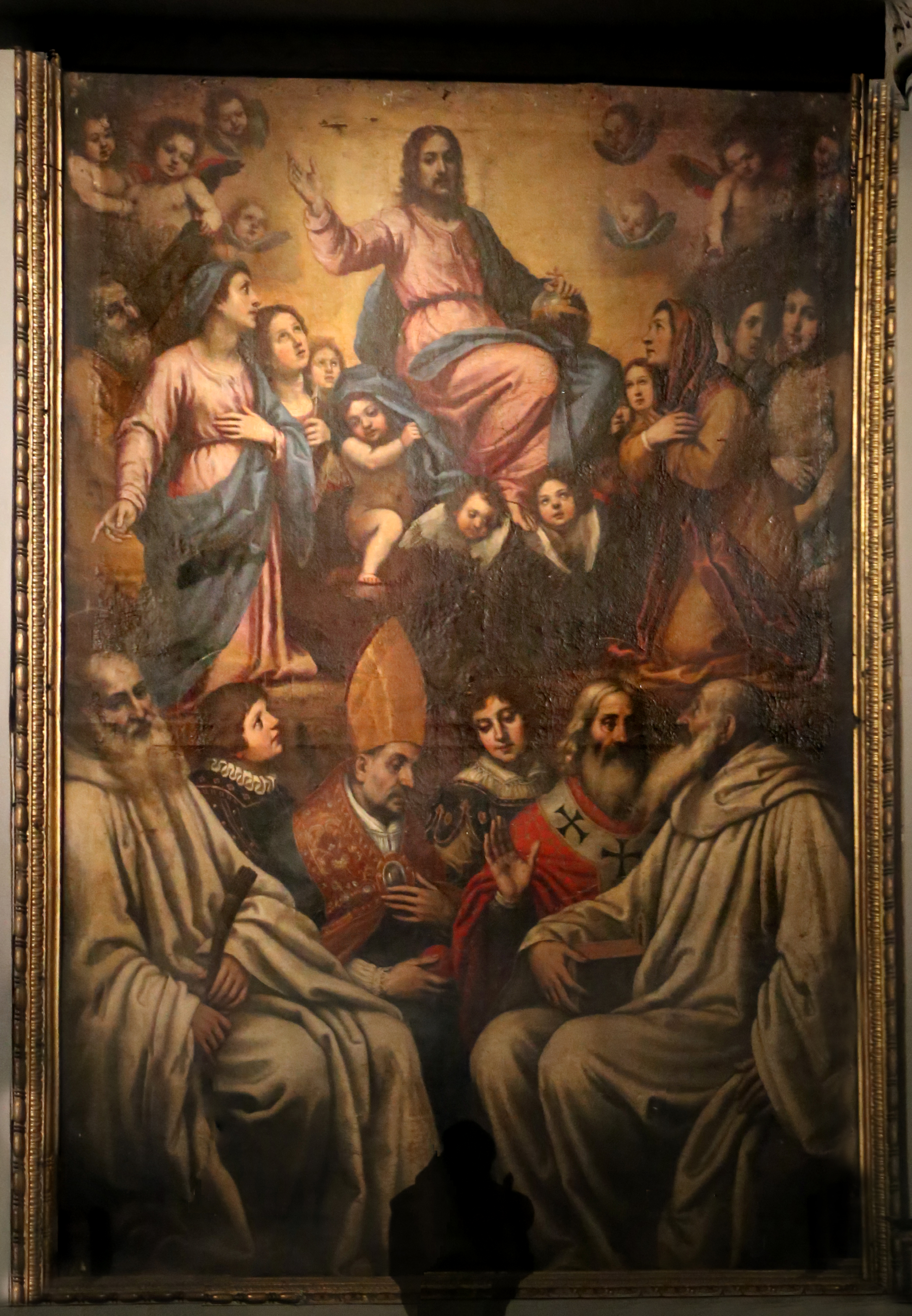
Gesù in gloria, Madonna e santi, 1643, Firenze, chiesa di Santa Lucia dei Magnoli

Francesco Boschi (Firenze, 1619 – Firenze, 1675) è stato un pittore e presbitero italiano.

## Biografia
Fratello minore di Alfonso Boschi, era figlio dell'orafo Giovan Battista e sui zii erano i pittori Fabrizio Boschi (da parte di padre) e Matteo Rosselli (da parte della madre). Col fratello Alfonso si formò alla bottega del Rosselli, probabilmente fino al 1643 quando si immatricolarono entrambi all'Accademia del Disegno. Tra i suoi modelli, oltre a quello imprescindibile dello zio Rosselli, ci furono Lorenzo Lippi, Vincenzo Dandini e, nella fase più tarda, il Volterrano e Cecco Bravo.
La sua carriera avvenne all'ombra di quella del fratello, partecipando con lui, come aiuto, alle imprese di Pietro da Cortona in palazzo Pitti, poi ai ritratti del chiostro di Ognissanti. e dipingendo anche una pala con Angeli adoranti in pendant a quella di Alfonso nella Santi Michele e Gaetano.
Filippo Baldinucci lodò la sua bravura nel ritratto, citando una serie di "vigorose teste di vecchi" per committenti privati (non ancora rintracciate). Il suo capolavoro è considerato l'Elezione di san Mattia (1647), nei depositi delle Gallerie fiorentine. Probabilmente fu a Roma col fratello fino al 1654, anno in cui tornò a versare le imposte all'Accademia del Disegno.
Dopo il 1656 devenne sacerdote, diradando la propria attività di pittore.